# Hans Leyding
Hans Leyding (* 29. Mai 1913 in Hamburg; † 24. April 1986 ebenda) war ein deutscher Politiker (SPD).

## Leben
Nach dem Besuch der Volksschule absolvierte Leyding eine kaufmännische Lehre in der Industrie. Leyding betätigte sich seit 1928 in der sozialistischen Bewegung und trat 1933 in die SPD ein.
Von 1939 bis 1945 leistete er Wehrdienst und nahm als Soldat am Zweiten Weltkrieg teil. Von 1945 bis 1951 war er in der Hamburger Jugendpflege und -fürsorge tätig. Im Anschluss wechselte er als Angestellter in die Wohnungswirtschaft und wurde Prokurist des Unternehmens Neue Heimat.
Am 18. August 1948 rückte er als Abgeordneter in die Hamburgische Bürgerschaft nach, der er bis 1966 angehörte. Seine Kandidaturen bei den Bundestagswahlen 1949 und 1953 verliefen erfolglos.